# Mystique (comics)
Pour les articles homonymes, voir Mystique (homonymie).

Logo de la série de comic books Mystique de 2003.

Raven Darkhölme, alias Mystique, est une super-vilaine évoluant dans l'univers Marvel de la maison d'édition Marvel Comics. Créé par le scénariste Chris Claremont et le dessinateur Jim Mooney, le personnage de fiction apparaît pour la première fois dans le comic book Ms. Marvel #17 en juin 1978.
Mystique est une mutante métamorphe, d'une peau de couleur bleu avec des cheveux rouges et des yeux jaunes. Elle peut prendre l'apparence de n'importe qui, tout comme sa voix et ses empreintes. Elle fait généralement partie des ennemis des X-Men. Elle a été membre de la Confrérie des mauvais mutants, de la Freedom Force et de Facteur-X. Elle fut la mère adoptive de Malicia.

## Historique de la publication
Mystique a eu droit à une mini-série en 4 parties, Mystique & Sabretooth, avec Dents-de-sabre, où les deux anciens amants font équipe pour affronter l'A.I.M et l'HYDRA. Cette histoire est inédite en France.
En juin 2003 a commencé sa propre série, chez Marvel Comics, sous le label Tsunami, qui sera traitée comme une série d'espionnage (en phase avec l'engouement pour des séries télé comme Alias) profitant du côté ambigu du personnage. Brian K. Vaughan, scénariste, lancera la série avec le dessinateur Jorge Lucas (jusqu'à l'épisode 6 US), puis Michael Ryan (épisodes 7 à 10 et 13), avant de laisser la main à Sean Mc Keever (à partir de l'épisode 14) et Manuel Garcia (épisodes 11, 12, et à partir du 14) qui resteront sur la série jusqu'au dernier épisode, le 24. La série sera publiée en France par Panini dans la revue Maximum X-Men.
Elle raconte comment, poursuivie par les autorités américaines pour terrorisme, elle est recrutée contre son gré par le Professeur Xavier, avec le concours de Forge, pour mener des missions d'espionnage en remplacement d'un de ses agents disparus. Mystique se retrouve alors prise au piège d'un double-jeu dangereux. À la fin de la série elle échappe au contrôle de Xavier en s'emparant d'un appareil qui lui permet d'échapper aux appareils de détection des forces qui la poursuivent.

## Biographie du personnage

### Origines
Au vu des pouvoirs de Mystique, il est impossible de connaître son âge réel, à peu près pour les mêmes raison que l'on ignorait l'âge de Wolverine. Mais on connaît certains de ses noms : le plus utilisé est celui de Raven Darkhölme. Il semble aussi avéré qu'elle soit d'origine autrichienne.
Mystique a toujours été une adepte de l'espionnage, du double jeu et du terrorisme international, ayant pour but de protéger les mutants contre les racistes, et quelquefois de prendre le pouvoir au nom de ses frères de race. Les seules personnes assez proches d'elle ont été Malicia, sa fille adoptive, et Destinée, sa compagne.

### Famille
Mystique a également deux fils : Diablo (Kurt Wagner), dont le père est Azazel, et Graydon Creed, qu'elle a eu avec Dents de Sabre lors d'une mission pour les services secrets (sous l'identité de Leni Zauber). Mais elle a toujours rejeté ses fils alors qu'elle s'est très longtemps consacrée au bonheur de Malicia. Elle a recueilli celle-ci alors que ses pouvoirs avaient à peine percé, et l'a entraînée pour sa cause. Quelques années plus tard, Mystique fut contrainte de tuer Graydon devenu politicien, car il représentait un grand danger pour l'avenir de la communauté mutante.
Elle a une autre fille adoptive, Gloria Brickman, alors qu'elle était l'épouse du sénateur Miles Ralph Brickman, sous l'identité de Mallory Brickman.

### Parcours
A sa première apparition, Mystique accompagne Geoffrey Ballard pour un vol d'armes. Ils parviennent à monter à bord de l'héliporteur du S.H.I.E.L.D. lorsque Mystique prend l'apparence de Nick Fury pour accéder au projet Centurion, une arme top secrète qu'ils espèrent utiliser pour atteindre leurs propres objectifs. Après avoir failli être découverts par Valentina de Fontaine, ils parviennent à s'échapper. Raven envoie alors Ballard avec son nouveau costume et son pseudonyme de Centurion combattre Ms. Marvel et les Avengers à travers New York. Centurion est finalement vaincu et démasqué, révélant sa véritable identité, ce qui a incité les Avengers à remettre en question leur propre sécurité et celle du S.H.I.E.L.D..
Après une partie de sa vie passée au service de différents États, Mystique décide de prendre la place de Magnéto en tant que chef de la Confrérie des mauvais mutants, et en recrute les membres dont le Colosse, Pyro, Avalanche, Destinée et Malicia, sa fille adoptive. La Confrérie perpétue ainsi des actes de terrorisme, notamment la tentative d'assassinat de Robert Kelly,. Malicia a ensuite libéré les membres emprisonnés, mais les membres masculins ont été rapidement repris après une lutte avec le chevalier de l'espace Galadorien nommé ROM. Mystique a ensuite cherché à recruter un Hybride Space Phantom/humain en tant que membre; cependant, il s'est avéré trop puissant pour qu'elle puisse le contrôler, et la "Sororité" a finalement aidé Rom à détruire temporairement l'hybride.
Malicia a finalement quitté la Confrérie pour demander de l'aide pour contrôler ses pouvoirs et a rejoint les X-Men.
La Confrérie combattit les X-Men et d'autres groupes de super-héros, en vue de contrôler le monde. Mais la haine envers les mutants se répandait, et Mystique proposa alors à Valerie Cooper que la Confrérie passe au service de l'État américain. L'équipe fut alors rebaptisée en Freedom Force avec de nouveaux membres: l'inter-dimensionnelle Spirale et Julia Carpenter, la nouvelle Spider-Woman. Elle changea de cap dans ses missions (notamment arrêter Magnéto et les Reavers), sans pour autant changer de méthodes. La Freedom force eu notamment une victoire sur les Avengers et les vengeurs de la côte ouest lorsqu'elle a été envoyée par le gouvernement américain pour les arrêter. Les pouvoirs magiques de Spirale ont temporairement privé Monica Rambeau/Captain Marvel de ses pouvoirs énergétiques et elle a également vaincu Iron Man, retirant de la bataille deux des Avengers les plus puissants. Ceux-ci ont alors été emprisonnés à la Voute pour qu'ils soient jugés pour trahison. Raven inclua ensuite d'anciens héros de la seconde guerre mondiale aux méthodes brutales tel que le Mur, le Commando pourpre, Estoc.
Perdant finalement Destinée et le Mur dans la bataille contre les cyborg Reavers sur l'île de Muir, Mystique dissout l'équipe après le décès de plusieurs de ses membres. Ceux-ci finissent dans une bataille au Koweit pendant la Guerre du Golfe où Estoc a été décapité et Crimson Commando a été grièvement blessé. Lui et Avalanche ont réussi à s'échapper aux côtés d'une escouade de soldats américains, laissant le Colosse et Pyro être capturé.
Elle a été sauvée de Spirale qui la traquait, par Wolverine, qui l'a emmenée au manoir des X-men dans l'espoir que Xavier puisse aider la mutante. À la fin, Raven a apparemment fait une dépression nerveuse (bien que des histoires ultérieures aient laissé entendre qu'elle faisait semblant). De plus en plus instable tant moralement que physiquement, elle se plaça sous la protection de Forge à Dallas, puis tenta de venger Destinée en attaquant Légion. Elle ne réussit pas à le tuer, et recommença ses attentats de l'époque de la confrérie.
Elle fut alors faite prisonnière par Facteur-X, qui l'enrôla de force dans ses rangs. Mystique s'était fait poser un implant dans le crâne par Forge afin que le gouvernement puisse la suivre.
Mystique a été horrifiée lorsqu'elle a découvert que son fils Graydon Creed avait formé un groupe de haine anti-mutant avec succès. Peu de temps après, Graydon a engagé Dents-de-Sabre pour tuer Mystique, mais quand Mystique lui a parlé de leur fils Graydon, il a décidé de s'en prendre à lui à la place. Une version de Mystique du futur assassina Graydon pendant un gala alors qu'il briguait la présidence américaine,.
En fin de compte, Dents-de-Sabre a agi sur les ordres de Graydon de tuer les membres de Facteur-X lorsque "l'opération Zero Tolerance" a été activée. Même si elle aurait pu laisser ses coéquipiers mourir, Mystique a attaqué Dents-de-Sabre, un acte d'intervention qui l'a distrait assez longtemps pour l'empêcher d'achever l'équipe déjà blessée.
Après la dissolution de l'équipe Facteur-X, Mystique reprit ses méthodes terroristes et renouvela ses attaques contre le sénateur Kelly. Si la Confrérie qu'elle avait reconstituée échoua à supprimer Kelly, Mystique elle-même tua Moira MacTaggert, alliée de longue date des X-Men, ancien amour de Charles Xavier et compagne du Hurleur. Prenant sa place, et bien qu'elle ne soit pas la scientifique douée qu'était Moira, la folie de Mystique et son expérience du bioterrorisme lui ont permis non seulement d'utiliser des échantillons de sang infecté par le virus Legacy de Moira pour créer une arme biologique qui infecterait les humains plutôt que les mutants, mais surtout, elle a trouvé un remède contre le virus Legacy après des lectures répétées de toutes les recherches du médecin qui, une fois filtrées, lui ont permis de saisir des informations que Moira avait manquées lors de ses recherches.
Parallèlement à ces affaires, elle sollicita Wolverine plusieurs fois pour régler des problèmes qui pouvaient être personnels ou capitaux pour l'humanité. Mystique reste avant tout une grande manipulatrice des émotions et n'a pas son pareil pour connaître la véritable personnalité de ses amis ou de ses ennemis, ce qui lui est très utile lorsqu'elle veut prendre leur forme. Elle a ainsi tenté de tuer Le Hurleur, alors chef de l'X-Corporation, et l'a gravement blessé.
On la retrouva chez les X-Men, sous l'identité de Foxx, où elle tenta de pousser Malicia dans les bras d'un de ses alliés (le voleur Pulse) tout en séduisant Gambit. Elle fit partie de l'équipe des X-Men de Malicia, après avoir été découverte. Mais elle trahit bien vite la cause de Xavier et devint membre des Maraudeurs durant le Complexe du Messie. Plus récemment, elle a intégré les Dark X-Men de Norman Osborn. Elle y a usurpé l'identité de Jean Grey ainsi que du Professeur X.

## Pouvoirs et capacités

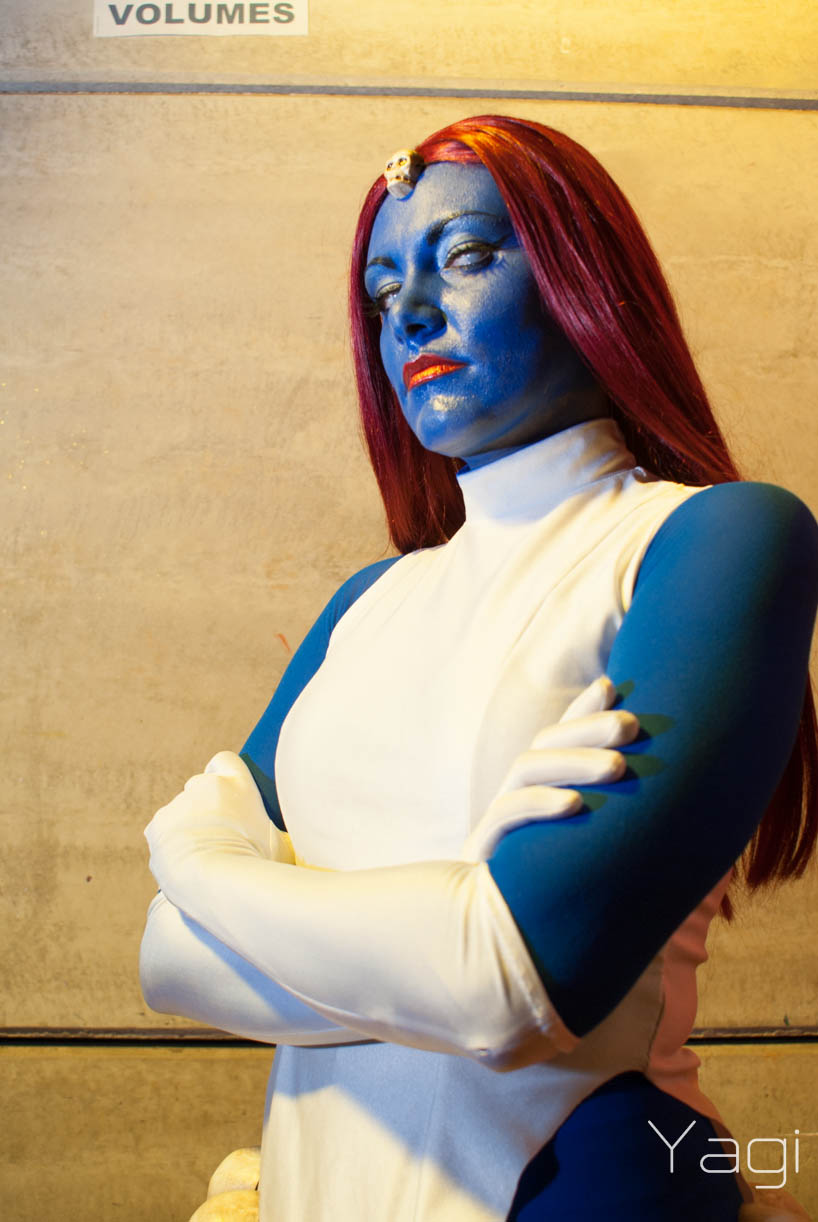
Cosplay de Mystique.

Mystique est une mutante métamorphe, capable de modifier psioniquement sa propre structure cellulaire pour changer son apparence. Cela lui permet d'endosser l'apparence de n'importe quelle personne, mutante ou non. Elle est capable de copier les vêtements et même des objets comme les lunettes ou les cartes, car ils sont des extensions de son propre corps ; elle est donc nue sous ses déguisements. À quelques occasions, elle a été vue transformer une partie de son costume en arme, bien qu'on ne sache pas si c'était un effet de son pouvoir ou un équipement.
En complément de ses pouvoirs, Mystique est une stratège accomplie en termes de terrorisme et d'opération commando, une adepte des arts martiaux et une experte en technologie informatique. Elle a également un talent pour trouver, voler et comprendre le fonctionnement des armes.
C'est aussi une actrice experte, dont les siècles d'expérience lui ont permis d'apprendre à analyser et parfaitement reproduire les comportements et les langages des autres individus.
- Originellement, son pouvoir avait des limites relativement étroites : elle était uniquement capable de copier une apparence humaine ou humanoïde, et dont la masse n'avait pas un écart trop grand avec la sienne. Elle n'était pas non plus capable de copier les pouvoirs des autres mutants, ou d'autres caractéristiques (elle pouvait par exemple simuler des muscles développés, mais pas utiliser la force qu'ils auraient dû lui donner).
- Plus tard dans la série, ce pouvoir bénéficie d’une amélioration, lui permettant de se transformer en animaux ou en créatures ayant une masse différente de la sienne. Elle devient également capable d'utiliser son pouvoir différemment, comme pour se faire pousser des ailes ou des griffes, voire d'autres appendices (dont elle peut se servir cette fois), se donner une vision nocturne, déplacer ses organes internes pour réduire les chances de la tuer d'un tir létal, ou former des membranes autour de ses membres afin de planer.
- Mystique possède également un facteur guérisseur puissant, à tel point qu'il peut la guérir d'une blessure grave ou fatale là où un autre individu aurait dû faire appel à un médecin. Son pouvoir agit également contre la dégénérescence cellulaire due à l'âge. Elle est par ailleurs immunisée contre les toxines et les poisons.
- Elle possède également une faculté peu développée : la précognition. Avec ce pouvoir, elle peut visualiser certains événements à venir. Ceci lui permit entre autres de mettre à jour les plans d'Hybride, ennemi de Rom. Ce pouvoir est évoqué par le personnage lui-même[21]. Par ailleurs, elle est douée d'une résistance naturelle à la télépathie, empêchant les autres de lire dans son esprit.

## Versions alternatives

### Les Exilés
Une version alternative masculine de Mystique, se faisant appeler Mystiq, a récemment rejoint les Exilés. Dans sa réalité, il était marié à Destinée et le père de Malicia. Après leur mort, il rejoignit les héros interdimensionnels et permit à Longshot de retrouver son monde. Il sauva la petite amie de ce dernier, Dazzler, puis l'empêcha de se suicider quand elle s'apercut que son mari ne la reconnaissait pas. Plus tard les insectes l'ont mis en animation suspendue dans le palais de Cristal, où il sommeille toujours...

### L'Ère d'Apocalypse
Dans l'univers parallèle de l'Ère d'Apocalypse, Mystique sert de passeur pour les réfugiés allant à Avalon rejoindre Destinée. Quand Apocalypse enverra une équipe pour détruire Avalon, Mystique s'alliera à son fils, Diablo afin de sauver Destinée face aux "Dark Raiders" : le Roi d'Ombre, Deadpool et Damask.

## Apparitions dans d'autres médias
Sauf indication contraire, les informations mentionnées dans cette section peuvent être confirmées par la base de données cinématographiques IMDb,  présente dans la section « Liens externes ».

### Films
| |  |  |
| Rebecca Romijn (à g.) incarne Mystique dans la trilogie originale X-Men (2000-2006) et Jennifer Lawrence (à d.) incarne une version plus jeune dans la prélogie X-Men (2011-2016). |  |  |

Interprétée par Rebecca Romijn dans la 1re trilogie X-Men
- 2000 : X-Men réalisé par Bryan Singer
- 2003 : X-Men 2 réalisé par Bryan Singer
- 2006 : X-Men : L'Affrontement final réalisé par Brett Ratner
- 2011 : X-Men : Le Commencement réalisé par Matthew Vaughn (caméo)

Interprétée par Morgan Lily (enfant), Jennifer Lawrence dans la tétralogie préquelle
- 2011 : X-Men : Le Commencement réalisé par Matthew Vaughn
- 2014 : X-Men: Days of Future Past réalisé par Bryan Singer
- 2016 : X-Men: Apocalypse réalisé par Bryan Singer
- 2019 : X-Men: Dark Phoenix réalisé par Simon Kinberg

### Télévision
- 2000-2003 : X-Men : Evolution (série d'animation)
- 2009 : Wolverine et les X-Men (série d'animation)

### Jeux vidéo
- 2000 : X-Men: Mutant Academy
- 2001 : X-Men: Mutant Academy 2
- 2009 : X-Men Origins: Wolverine
- 2013 : Lego Marvel Super Heroes
- 2020 : Fortnite (personnage jouable)

### Personnage dans les filmsX-Men

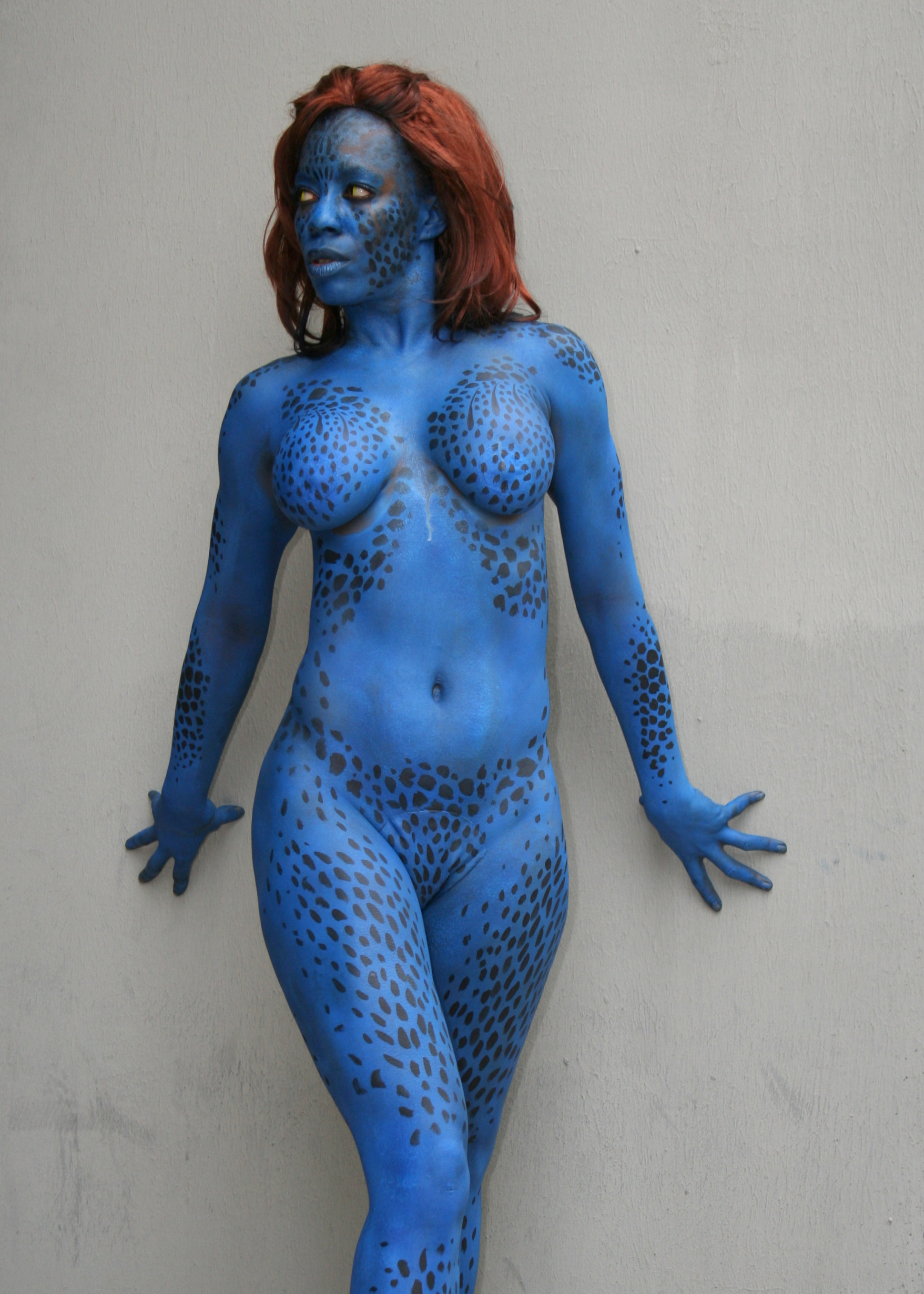
Cosplay de Mystique dans les films Marvel.

Raven Darkhölme est l’une des membres fondateurs de la Confrérie des Mutants. Mystique est le soldat le plus fidèle de Magnéto et le meilleur de ses espions. Elle entretient des liens étroits avec le leader de la Confrérie, avec qui elle partage une longue histoire. Mutante métamorphe, elle a la peau bleue et des allures reptiliennes. 
Elle est experte en arts martiaux, maniement des armes, espionnage informatique, opérations infiltrées et opérations spéciales. Elle est aussi la sœur adoptive de Charles Xavier (Professeur X) dans les films X-Men alors que ce n'est pas le cas dans les comics.

#### Facultés connues
Mystique est capable de changer de forme, elle peut modifier l’agencement des atomes et des molécules de son corps pour altérer son apparence. Elle peut ainsi imiter à la perfection n’importe quel humain, homme ou femme, jusqu’à sa voix, ses empreintes digitales et ses empreintes rétiniennes.